# Skarszewo (powiat lęborski)
Skarszewo (kaszb. Skarszewò) – osada w Polsce położona w województwie pomorskim, w powiecie lęborskim, w gminie Wicko.
W latach 1975–1998 miejscowość należała administracyjnie do województwa słupskiego.
Inne miejscowości o nazwie Skarszewo: Skarszewo, Skarszewy